# Franz Tobisch (Politiker)
Franz Tobisch (* 25. Februar 1868 in Lubenz, Böhmen als Franz Wilhelm Tobisch; † 13. Juni 1917 in Wien) war ein österreichisch-böhmischer Politiker und Mediziner. Er war Abgeordneter zum Böhmischen Landtag und Abgeordneter zum Österreichischen Abgeordnetenhaus.

## Leben
Tobisch wurde 1868 als Sohn des Kaufmanns Franz Tobisch und dessen Frau Maria Anna geb. Lifka geboren. Er besuchte die Volksschule in Lubenz und wechselte danach an das Gymnasium in der Prager Altstadt. Er studierte ab dem WS 1889/1890 Medizin an der Universität Prag und promovierte am 29. September 1900 zum Dr. med. Während seines Studiums wurde Tobisch 1886 Mitglied der Burschenschaft Ghibellinia (heute Burschenschaft Ghibellinia Prag zu Saarbrücken). Er war beruflich als Distriktsarzt in Rückersdorf beschäftigt und Mitglied der deutschen Sektion der Ärztekammer für Böhmen. Er engagierte sich politisch als Gemeinderat und war zudem Obmann-Stellvertreter des Bezirksverbandes Friedlandes des Bundes der Deutschen in Böhmen sowie die Ortsgruppe der "Freien deutschen Schule". Bei der Landtagswahl in Böhmen 1908 trat Tobisch im Städtewahlbezirk Friedland-Katzau-Neustadt an und wurde mit einer großen Mehrheit von 79,9 Prozent gewählt. Er gehörte bis zur Auflösung des Gremiums im Jahr 1913 dem Landtag an. Bei der Reichsratswahl 1911 kandidierte Tobisch im Wahlbezirk Böhmen 101 für den Reichsrat, wobei er sich in der Stichwahl gegen einen Kandidaten der Sozialdemokraten durchsetzen konnte. Im Reichsrat wurde Tobisch zunächst in den Legitimationsausschuss gewählt, aus dem er jedoch bereits nach einem Jahr austrat. Zudem wurde er im Herbst 1911 in den Sanitätsausschuss gewählt.
Tobisch starb 1917 in Wien an einem Schlaganfall. Er befand sich gemeinsam mit dem Abgeordneten August Einspinner am Weg zu einem Café, als er auf der Straße einen Schlaganfall erlitt. Einspinner konnte Tobisch noch in einen nahen Friseurladen führen, wo dieser jedoch alsbald verstarb. In seinem Nachruf wurde Tobisch vor allem für seine Arbeit in der sozialen Fürsorge gewürdigt.